# 아이러 토머스
아이러 펠릭스 토머스(Ira Felix Thomas, 1881년 1월 22일 ~ 1958년 10월 11일)는 미국의 전 프로 야구 선수로, 1900년대와 10년대에 메이저 리그 베이스볼(MLB)에서 포수로 뛰었다. 통산 10시즌 동안 뉴욕 하이랜더스, 디트로이트 타이거스, 필라델피아 애슬레틱스에서 활약했다. 1910년과 1911년에는 애슬레틱스 소속으로 월드 시리즈 우승을 경험했다.